# 린썬
린썬(林森, 임삼, 1868년 3월 16일~1943년 8월 1일)은 중국 청나라의 혁명운동가 겸 사회운동가이자 중화민국의 정치인이며 중화민국 국가주석이었다. 자(字)는 쯔차오(子超, 자초)· 창런(長仁, 장인)이다.

## 생애

### 청년기와 중년기
그는 중국 청나라 푸젠성 출신이며 개신교 신자는 아니었지만 개신교계 학교에서 교육을 받은 후 1884년에서부터 1891년까지 7년간 청나라 타이완 성 타이베이 전신통보국 예하 말단 직원을 거쳐 1891년에서부터 1901년까지 10년간 청나라 장쑤성 상하이 전신통보국 예하 말단 직원으로 업무하다가 1901년 청나라 장쑤 성 상하이 전신통보국 예하 과장 직위를 끝으로 사직하였으며 1902년 이후 미국 하와이주 호놀룰루와 미국 캘리포니아주 샌 프란시스코에서 반청반제(反淸反帝) 혁명운동에 투신하였고 1905년, 샌 프란시스코에서 흥중회(興中會) 가입 직후 청나라로 귀국하였으며 1911년 신해혁명(辛亥革命)에 참여하였고 중화민국 국민정부(中華民國 國民政府)에서 중국국민당(中國國民黨) 요직을 두루 지냈다.

### 국가원수를 지낸 생애 후반기
1931년 3월 2일에서부터 같은 해 12월 31일까지 중화민국 입법원 원장을 지낸 그는 장제스(蔣介石) 중화민국 국가주석의 후임으로써 1931년 12월 15일에서 1932년 1월 1일까지 중화민국 국가주석 권한대행을 지냈고 1932년 1월 1일에서 이후 1943년 8월 1일을 기하여 서거할 때까지 중화민국 국가주석을 지냈다.

### 사후
그의 사후 장제스가 그의 후임으로 다시 중화민국 국가주석 권한대행을 1943년 8월 1일부터 같은 해 1943년 10월 10일까지 지냈으며 이후 중화민국 국가주석을 1943년 10월 10일부터 1948년 5월 20일까지 지냈고 이어 1948년 5월 20일부터 1949년까지 중국 본토에서 중화민국 총통을 지냈으며 이후 1949년 12월 7일 중국국민당과 아울러 타이완으로 패퇴 이주한 장제스는 1975년 4월 5일을 기하여 서거할 때까지 중화민국 총통을 지냈다.